# 市川優月
市川 優月（いちかわ ゆづき、2003年11月2日 - ）は、日本のタレント、歌手であり、AMEFURASSHIのメンバー。3B junior、マジェスティックセブン及び浪江女子発組合の元メンバー。
出身は東京都。スターダストプロモーション所属。

## 略歴
※3B juniorのメンバーとしての活動は「3B junior」、マジェスティックセブンのメンバーとしての活動は「マジェスティックセブン」、AMEFURASSHIとしての活動は「AMEFURASSHI」の項を参照のこと。

### 2013年
- 12月 - 小学4年生の時にオーディションで合格し、スターダストプロモーションに加入[1]。

### 2014年
- 3月15日・16日 - ももいろクローバーZ「ももクロ春の一大事 2014 国立競技場大会 ～NEVER ENDING ADVENTURE 夢の向こうへ～」（場所：新宿区・国立競技場）に3B juniorとしてバックダンサー出演し、ステージデビューを果たす[2]。
- 11月1日 - この日から本格的な活動を開始した女性アイドルグループ「3B junior」メンバーとしての活動をスタート。
- 11月24日 - ももいろクローバーZのライブである、「女祭り2014 ～Ristorante da MCZ」の男性限定ライブビューイング「女祭り2014 メンズ限定非公式のぞき見大会『サンクチュアリ』」のオープニングアクトで、3B juniorとしての初お披露目を果たす[3]。

### 2015年
- 1月8日 - スターダストプロモーション芸能3部による、ふじいとヨメの7日間戦争にて、3B junior初となる単独公演となる「俺の3B junior in 日本青年館（スタート）」に出演。
- 7月11日 - 3B junior内の7人組ユニットであるマジェスティックセブンの結成が発表され、そのメンバーとなることが第6回定例公演内で発表となる。
- 8月14日 - 3B junior初の単独ホールコンサートである「3B junior 浅草大歌謡ショー」に出演。
- 9月19日 - 3B junior初のフリーライブツアー「東京湾」にマジェスティックセブンとして参加。
- 12月27日 - 品川ステラボールにて開催された「3B junior季節外れのX’mas party『のんびりサンタさんがやってきた』」にて、小学生ユニットで「冷凍みかん」を歌い、マジェスティックセブンでは、気分はSuper Girl!と新曲である『未知とのSo Good!!』を披露した。

### 2016年
- 5月29日 - 3B juniorのフリーライブツアー「関東平野」の内の一日として、マジェスティックセブン初の単独ライブが開催され（場所：千葉県船橋市・西武百貨店船橋店）、メンバーとして出演。
- 12月11日 - 情報サイト「HUSTLE PRESS」内の連載特集記事である「おっかけ！3B junior」に単独で登場し、写真とインタビュー記事が掲載される。

### 2018年
- 10月8日 - 「道玄坂FINAL COUNTDOWN～さよならの向こう側～ DAY3」（場所：TSUTAYA O-Crest）にマジェスティックセブンとして出演。同日をもってマジェスティックセブンは解散となる。
- 11月3日 - 『3B junior「Cell Division〜細胞分裂〜」』（場所：恵比寿ザ・ガーデンホール）に3B juniorとして出演。同日をもって3B juniorは解散となる。それに合わせて新グループとなる「アメフラっシ」がお披露目され、今後はグループの一員として活動していくことが発表される。

### 2019年
- 7月11日 - HUSTLE PRESS「ここから、市川優月」に掲載[4]。
- 11月24日 -「復興なみえ町十日市祭」にて浪江女子発組合のメンバーとして活動を開始することが発表される。
- 12月21日 - 小島はなとのコンビ名である「ゆづはな」としてTikTokを開設。

### 2020年
- 3月6日 - アメフラっシのYouTube公式チャンネル にて、冠番組「ゆづはなの『ゆづ tube』」の不定期配信がスタート。
- 10月9日 - グループ初の生誕グッズとなる「市川優月17th生誕記念商品」を発売[5]。
- 12月19日 - 小島はなと『アメフラっシ1stPHOTOBOOK『With』発売記念 市川優月×小島はなオンライントークバトル』に出演[6]。

### 2021年
- 2月1日 - SHOWROOMのメンバー個人配信用ルーム「市川優月のルーム」が開設される[7]。
- 8月12日 - グループ初のofficial twitterを開設[8]。
- 11月2日 - HMV&BOOKS SHIBUYAにて開催された『SENSITIVE』発売記念イベントにて、自身ソロ曲である「梅雨前線、停滞中」を初披露する。作曲はコアラモード．の小幡康裕。

### 2022年
- 1月8日 - Studio Freedomにて、自身18歳生誕イベント「AMEFURASSHI 愛来 & 市川優月 Birthday Party」を開催する。愛来との合同イベントで、イベント名は『ゆづちゃハピバさいっ！ ～市川優月18th Birthday Party～ 』[9]。
- 6月21日 - 公式youtube Channelを開設する[10]。
- 11月11日 - 白金高輪SELENE b2にて、自身19歳生誕イベント「ゆづちゃハピバさいっ！2022」を開催する[11]。
- 12月28日 - 池袋ロフトにて『IDOL FILE Vol.27 & Vol.28「Lolita&Gothic」発売記念イベント』を開催する[12]。

### 2023年
- 1月22日 - GUNKAN東新宿にて生誕衣装撮影会を開催する。愛来との合同イベント[13]。
- 2月28日 - 「SHAKE UP WALLOP」に単独で出演する。これ以降、毎週火曜日のレギュラー出演となることが発表され、4月からは司会に就任。
- 3月6日 - 『第1回スタコミュAWARD 〜初の栄冠は誰の手に!?〜』にてベストコラボ賞を受賞する[14]。
- 10月10日 - 司会を務めていた『SHAKE UP WALLOP』を卒業した[15]。
- 10月13日 - LOFT9 Shibuyaにて自身初めての主催企画『-市川優月マッチングトーク LIVE- ゆづらの時代』を開催。ゲストは大黒柚姫（TEAM SHACHI）、雪月心愛（CROWN POP）[16]。
- 11月7日 - タワーレコード錦糸町パルコ店にて一日店長を行う[17]。
- 11月11日 - 浪江町・道の駅なみえ特設会場にて開催された『浪江女子発組合「～全曲やります!!～浪女大納会2023」』をもって、他のAMEFURASSHIメンバーと同時に浪江女子発組合を卒業した[18][19]。
- 12月10日 - LOFT9 Shibuyaにて『-市川優月マッチングトーク LIVE- ゆづらの時代　Episode2』を開催。ゲストは鈴木くるみ（AKB48）、山根涼羽（当時AKB48）[20]。

### 2024年
- 2月25日 - LOFT9 Shibuyaにて『-市川優月マッチングトーク LIVE- ゆづらの時代　Episode3』を開催。ゲストは黒嵜菜々子(Peel the Apple)、ゆってぃ[21]。
- 5月8日 - LOFT9 Shibuyaにて『-市川優月マッチングトーク LIVE- ゆづらの時代　Episode4』を開催。ゲストは伊達花彩（いぎなり東北産）、SHUKA（MISS MERCY）[22]。

## 人物
- ニックネームは、「ちびゆづ」、「ゆづ」[23]。ちびゆづのニックネームは、3B junior内に年上の栗本柚希(ゆずき)がいたことに由来する。ただ、当の栗本のニックネームは「くりりん」であった。
- 一人称は「ゆづ」、「ゆぅ」など。
- 特技・趣味は、百人一首と将棋。特に百人一首については、自身のブログで、ゆづの『百人一首講座』と称して解説もしている。
- 好きな食べ物は納豆。「納豆への愛は負けません」という程の納豆好きである[23]。毎年納豆の日（7月10日）付近には納豆の名産地である茨城県水戸市へ旅行に行っている[24]。
- 納豆以外に好きな食べ物としてオクラ・トロロ・もやしも大好きと、定例公演で配布の「MJ-7通信」で記している。
- 苦手な食べ物はししゃも。マジェスティックセブンではフードファイターの一人とされており「魚以外担当」であった[25]。
- 好きな色は紫とエメラルドグリーンと、定例公演で配布された「3B junior通信 vol.5 土星新聞」で記しており、ソロパート等でファンは紫のペンライトで盛り上げることが多かった。
- 好きな動物は豚、羊と定例公演での配布チラシに記している。
- 習い事及び部活において、水泳（幼稚園 - 小3）・ダンス（小3 - 小5）・ダンスクラブ（小4 - 小5）・ 英語（小6）・ 図画工作クラブ（小6）の経験がある[1]。中学校では茶道部に所属。
- 小学校4年生の時に友人の姉が教えてくれたスターダストプロモーション開催のオーディションに合格。幼稚園の頃からの夢であったアイドルへの扉を開く[26]。
- ウェーブした髪の毛はくせ毛である[27]。
- ももいろクローバーZの推しは高城れに[28][29][30]。
- スターダストプラネットのアイドルと交流が多く、特に超ときめき♡宣伝部の小泉遥香、元ukkaの桜井美里、CROWN POPの藤田愛理と仲が良い。
- 私立恵比寿中学の中山莉子を尊敬するアイドルとして挙げている[31]。
- 基本めんどくさがり屋と自身を称している。2019年5月20日に配信された「川上アキラの人のふんどしでひとりふんどし#187」に出演した際には「基本、東京から出たくない。遠出したくない」、「遊園地は待つ時間がめんどくさいので行かない」と話している[32]。
- ウィンクが苦手。
- 2022年時点での特技はデスボイス、 クラッカー芸(チェリー吉武公認)とプロフィールに記載[33]。

## 3B juniorとしての活動
- 3B juniorとして活動を始めた当初は、ユニットに属しておらず、小島はな・中原咲耶との3人で、カバー曲である「冷凍みかん」を歌唱していた。尚、マジェスティックセブン結成後も、定例公演やライブではどのユニットにも属していなかった中原咲耶と共に「冷凍みかん」の歌唱を3人で披露していた。
- 3B junior内のユニットでは、マジェスティックセブンに所属していた。

## AMEFURASSHIとしての活動
- メンバーになってからの自己PRは「口が悪くて清楚じゃない女こと、市川優月です。」である[34]。
- 『ハイ・カラー・ラッシュ』ではデスボイスを披露している。
- 「歌が苦手」と自分を称していたが、2021年1月15日よりAMEFURASSHI Official Twitterにて、100日チャレンジ企画「100日後に『夜に駆ける』を完璧に歌う女」をスタートさせた。YOASOBIの『夜に駆ける』を100日後に上手く歌う、という目的であったが、その他にヨルシカの『ただ君に晴れ』などを披露している。2021年7月4日に100日目を迎え達成した。
- 2023年2月から10月まで「SHAKE UP WALLOP」の司会を務めていた。
- 2023年10月より主催企画「市川優月マッチングトーク LIVE- ゆづらの時代」を開催している。

## 出演
単独出演のみ。グループ・ユニットとしての出演は、AMEFURASSHI、浪江女子発組合、3B junior、マジェスティックセブンの項を参照。

### インターネットメディア
- 『SHAKE UP WALLOP』（2023年2月 - 10月火曜日レギュラーMC、その他不定期出演、WALLOP）

### ラジオ
- 『推シマシ』（2023年11月16日、CBCラジオ）[35]

### 主催企画
- 『-市川優月マッチングトーク LIVE- ゆづらの時代』＜MC＞市川優月（AMEFURASSHI）＜ゲスト＞大黒柚姫（TEAM SHACHI）・雪月心愛（CROWN POP）（2023年10月18日、LOFT9 Shibuya）[16]
- 『-市川優月マッチングトーク LIVE- ゆづらの時代　Episode2』＜MC＞市川優月（AMEFURASSHI）＜ゲスト＞鈴木くるみ（AKB48）・山根涼羽（AKB48）（2023年12月10日、LOFT9 Shibuya）[20]
- 『-市川優月マッチングトーク LIVE- ゆづらの時代　Episode3』＜MC＞市川優月（AMEFURASSHI）＜ゲスト＞黒嵜菜々子(Peel the Apple)・ゆってぃ（2024年2月25日、LOFT9 Shibuya）[21]
- 『-市川優月マッチングトーク LIVE- ゆづらの時代　Episode4』＜MC＞市川優月（AMEFURASSHI）＜ゲスト＞伊達花彩（いぎなり東北産）・SHUKA（MISS MERCY）（2024年5月8日、LOFT9 Shibuya）[22]

### 雑誌（WEB含む）
- 『IDOL AND READ 031』（2022年7月7日、シンコーミュージック）[36]
- 『IDOL FILE Vol.28 LOLITA&GOTHIC』（2022年12月23日、シンコーミュージック）[37]
- 『TopYell NEO 2023 SUMMER』（2023年6月30日、竹書房）[38]